# 彗尾擬雀鯛
彗尾擬雀鯛，為鱸形目鱸亞目擬雀鯛科的其中一種，為熱帶海水魚，分布於中西太平洋的菲律賓海域，深度12-18公尺，本魚體延長，背鰭硬棘3枚、背鰭軟條27枚、臀鰭硬棘3枚、臀鰭軟條14枚，體長可達2.2公分，棲息在沙石混合的獨立礁石區，生活習性不明。

## 擴展閱讀
維基物種上的相關：彗尾擬雀鯛